# Emmy Göring

Emmy Göring (1935)

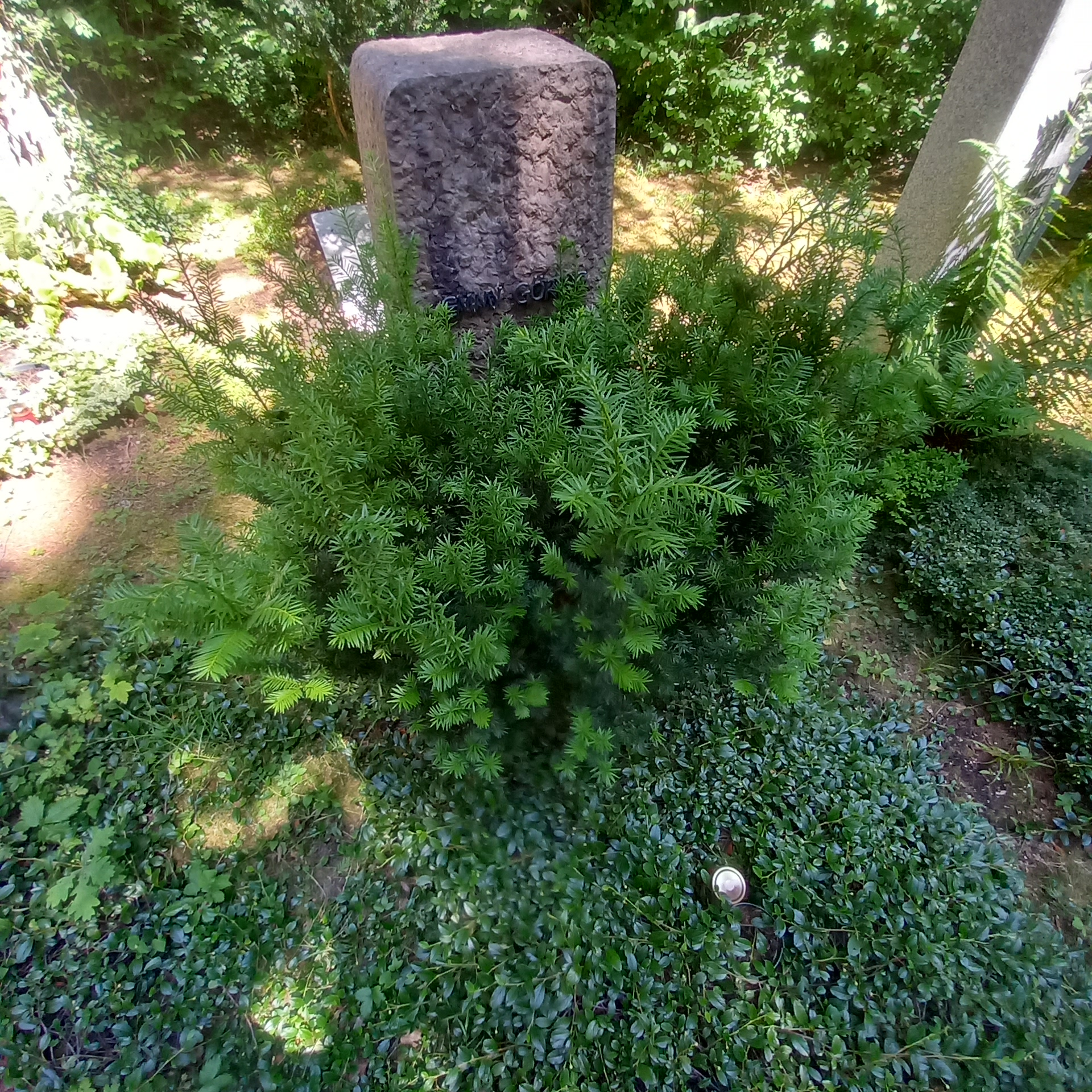
Das Grab von Emmy Göring auf dem Waldfriedhof (München)

Emma Johanna Henny „Emmy“ Göring (geborene Sonnemann; * 24. März 1893 in Hamburg; † 8. Juni 1973 in München) war eine deutsche Schauspielerin und die zweite Ehefrau von Hermann Göring.

## Leben
Emmy wuchs als jüngstes von fünf Kindern eines wohlhabenden Fabrikantenehepaares auf und genoss die Ausbildung zur Schauspielerin bei Leopold Jessner in Hamburg. Ab 1910 folgten Engagements in Hamburg, München, Wien, Stuttgart und Weimar.
Im Jahr 1916 heiratete sie den Schauspielkollegen Karl Köstlin, Sohn des Regisseurs und Dramaturgen Theodor Köstlin; die Ehe wurde 1926 geschieden. Im Jahr 1932 machte sie die Bekanntschaft des 1931 verwitweten Hermann Göring. In der Funktion des preußischen Ministerpräsidenten verlieh er ihr im Herbst 1934 den Titel einer preußischen Staatsschauspielerin und verschaffte ihr ein Engagement am Preußischen Staatstheater Berlin. Als Minna von Barnhelm nahm sie 1935 Abschied vom Berliner Staatstheater.

### Ehe mit Hermann Göring

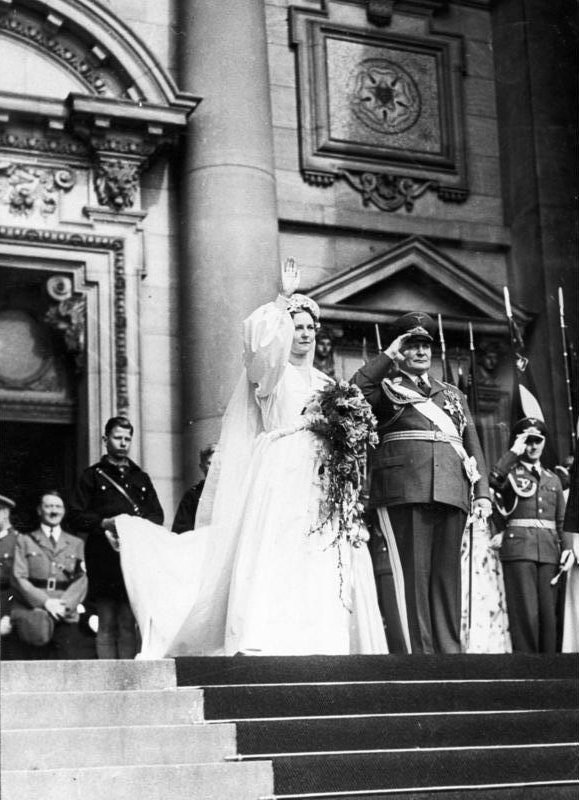
Emmy und Hermann Göring nach der Trauung vor dem Berliner Dom

Mit großem Pomp wurde am 10. April 1935 die Hochzeit von Hermann und Emmy Göring gefeiert. Trauzeugen der standesamtlichen Hochzeit waren Adolf Hitler und Hanns Kerrl. Das Paar erhielt 1937 verspätet als Geschenk von der deutschen Automobilindustrie die Yacht Carin II. Angeblich trat Emmy Göring erst 1938 der NSDAP bei, soll aber die niedrige Nummer einer verstorbenen Parteigenossin mit Beitrittsdatum zum 1. April 1932 bekommen haben (Mitgliedsnummer 744.606). Die Geburt der Tochter Edda, die Emmy Göring im Alter von 45 Jahren am 2. Juni 1938 zur Welt brachte, wurde propagandistisch in Szene gesetzt. Emmy Göring führte mit ihrem Mann auf dem Anwesen Carinhall in der Schorfheide ein pompöses Leben im Stil einer aristokratischen Familie. Als sich die Opernsängerin Helene von Weinmann nach der Hochzeit über ihre ehemalige Kollegin mit den Worten äußerte: „Diese Angeberin. Ich kannte sie schon, als sie noch nicht die Hohe Dame war und für 2,50 Mark und eine Tasse Kaffee zu haben war“, wurde sie misshandelt, inhaftiert und erst 1943 schwerkrank entlassen. Emmy Göring fungierte, weil Adolf Hitler unverheiratet war, als „Hohe Frau“ des Deutschen Reiches, oft in Konkurrenz zu Magda Goebbels. In der Politik spielte Emmy Göring keine bedeutende Rolle, traf aber Entscheidungen im Kulturbereich, die sie ihrem Mann unterbreitete. Sie führte ein eigenes Büro und war die Stiftungsvorsitzende der von ihr 1936 gegründeten Emmy-Göring-Künstlerstiftung, die das Emmy-Göring-Stift-Heim für alte Bühnenkünstler in Weimar erbaute und betrieb.

### Nach Kriegsende

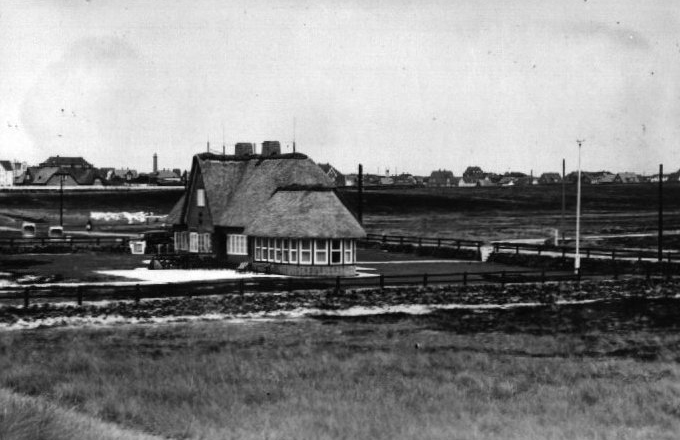
Villa Göring auf Sylt

Nach dem Kriegsende wurde sie zusammen mit ihrer Tochter Edda von den US-Amerikanern festgenommen und 1948 vor der Spruchkammer Garmisch-Partenkirchen als aktive Nationalsozialistin eingestuft und zu 30 % Vermögenseinzug, einem Jahr Arbeitslager und fünf Jahren Auftrittsverbot verurteilt. Zu ihren Gunsten sagte auch der frühere Schauspielkollege Gustaf Gründgens aus. Während ihrer Zeit in verschiedenen Internierungslagern litt Emmy an Ischialgie und war nahezu konstant auf Bettruhe angewiesen. Außerdem hatte sie fortlaufend Ärger mit der Lagerleitung, da sie immer wieder ein Bild ihres Mannes aufstellte.
1958 verkaufte sie das Ferienhaus Min Lütten in Wenningstedt auf Sylt, das sie 1935 hatte bauen lassen. Das unter Denkmalschutz stehende Reetdachhaus hatte sie nach dem Zweiten Weltkrieg zurückbekommen.
Im Jahr 1967 veröffentlichte sie das Buch An der Seite meines Mannes. Diese Erinnerungen brachte im Vorabdruck die Illustrierte Quick in Teilen heraus und machte sie damit einem breiten Publikum zugänglich. Dort verklärte sie ihre Rolle an der Seite von Hermann Göring ins Unpolitische. Der Wochenschauer, Ende der 1960er Jahre eine wöchentliche Rundfunksendung, brachte einen satirischen Beitrag darüber mit dem Refrain „Ich, Emmy Göring“.
Nach längerer Krankheit starb Emmy Göring 80-jährig in einem Münchner Krankenhaus. Ihre Grabstelle liegt auf dem Münchner Waldfriedhof. Die Grabrede hielt Kirchenrat Werner Jentsch.

## Filmografie (Auswahl)
- 1932: Goethe lebt...!
- 1934: Oberwachtmeister Schwenke in der Rolle der Rena
- 1934: Wilhelm Tell – Das Freiheitsdrama eines Volkes in der Rolle der Hedwig Tell